# Tércio Ambrizzi
Tércio Ambrizzi é um cientista brasileiro.
Fez sua graduação em Física e Meteorologia na Universidade de São Paulo, obtendo o mestrado na mesma instituição. Seu doutorado em Meteorologia foi realizado na Universidade de Reading, concluído em 1993. Suas áreas de concentração são a Meteorologia Dinâmica, Modelagem Numérica da Atmosfera e Climatologia. Tem desenvolvido uma destacada carreira no Brasil, considerado um dos principais meteorologistas em atividade no país, ganhando também amplo reconhecimento no estrangeiro. 
Tem coordenado projetos nacionais e internacionais de pesquisa, destacando-se o Grupo de Trabalho 1 — Base Científica das Mudanças Climáticas, do Painel Brasileiro de Mudanças Climáticas (PBMC), onde é um dos coordenadores do seu Comitê Científico. Foi chefe do Departamento de Ciências Atmosféricas do Instituto de Astronomia, Geofísica e Ciências Atmosféricas da USP (IAG) em dois períodos (1997/1999 e 2001/2005), membro da Comissão de Pesquisa do IAG e do Conselho de Departamento, e prefeito da Cidade Universitária. Atualmente é diretor IAG, coordenador-geral do Núcleo de Apoio à Pesquisa em Mudanças Climáticas, e professor titular do Departamento de Ciências Atmosféricas.
É membro titular da Academia Brasileira de Ciências, do Comitê Municipal de Mudanças Climáticas e Ecoeconomia da Prefeitura Municipal de São Paulo, membro do Conselho Consultivo do Instituto Global Biosfera, e do Comitê de Geociências da CAPES. Em 2012 foi distinguido com o Prêmio Adalberto Serra, oferecido pela Sociedade Brasileira de Meteorologia.
Tem grande bibliografia publicada e seus estudos são referência em seu campo. Foi editor-chefe da Revista Brasileira de Meteorologia (2002-2006), com gestão elogiada. Foi um dos autores principais de um dos principais relatórios sobre os impactos do aquecimento global no Brasil, encomendado pelo Ministério do Meio Ambiente, intitulado Cenários regionalizados de clima no Brasil para o Século XXI: Projeções de clima usando três modelos regionais. Relatório 3 (2007), e um dos autores principais do Primeiro Relatório do PBMC (2014). Membro do Painel Intergovernamental sobre Mudanças Climáticas (IPCC), foi um dos revisores dos dois últimos relatórios da organização (2007 e 2013-2014).